# Paramimistena cooptata
Paramimistena cooptata är en skalbaggsart som beskrevs av Holzschuh 1999. Paramimistena cooptata ingår i släktet Paramimistena och familjen långhorningar. Inga underarter finns listade i Catalogue of Life.